# 포트라바카

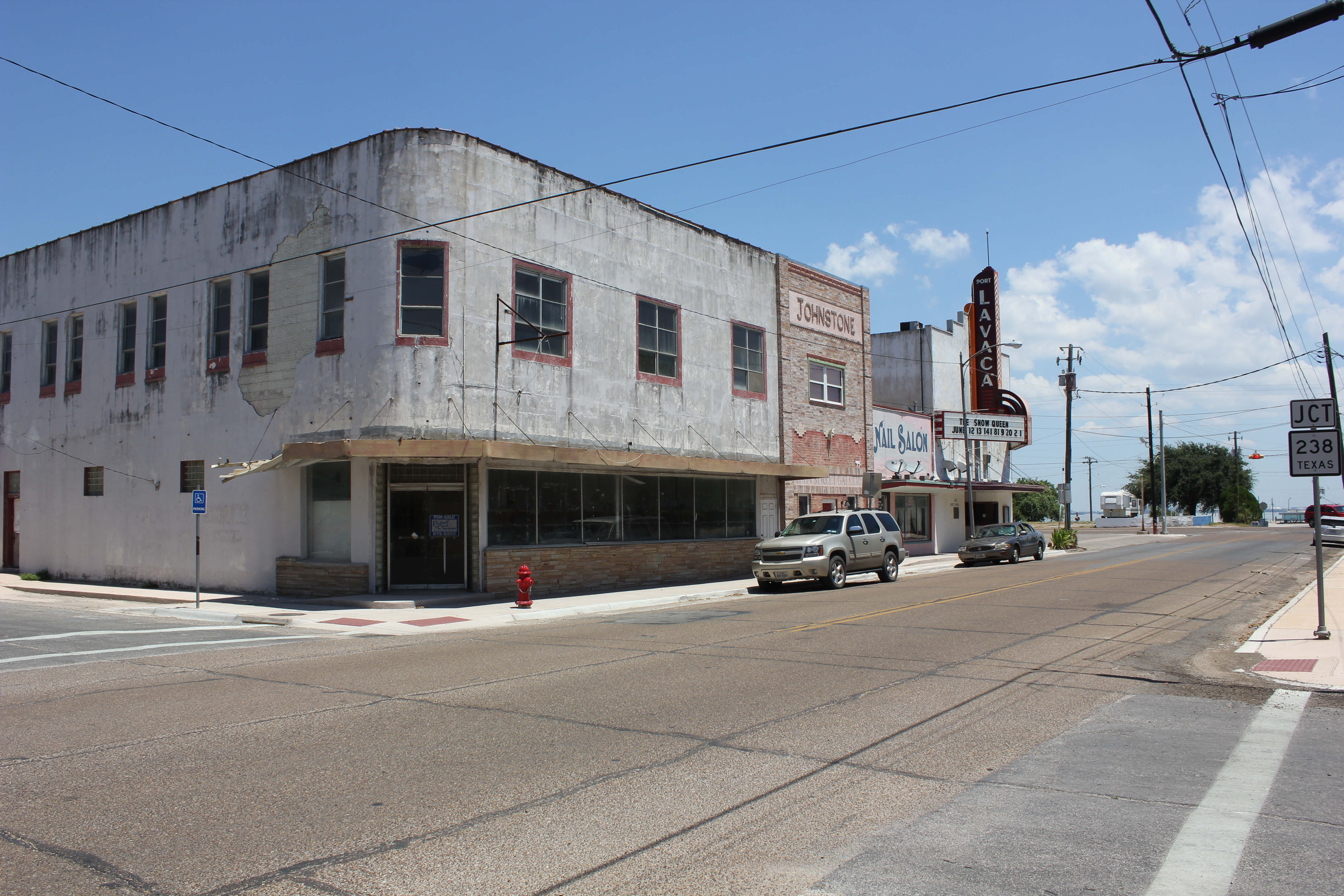

포트라바카(Port Lavaca)는 미국 텍사스주에 위치한 캘훈군의 도시이다. 2010년 기준 인구 수는 12,248명이며 2020년 기준 인구 수는 11,557명이다. 캘훈군의 군청 소재지이며 텍사스주 빅토리아의 일부이다. 포트라바카는 휴스턴에서 남서쪽으로 210킬로미터 떨어진 곳에 위치해 있다.

## 인구
| 인구조사              | 인구   | Note | %±     |
| --------------------- | ------ | ---- | ------ |
| 1850년                | 315    |      | —      |
| 1860년                | 526    |      | 67.0%  |
| 1870년                | 768    |      | 46.0%  |
| 1890년                | 365    |      | —      |
| 1910년                | 1,699  |      | —      |
| 1920년                | 1,212  |      | −28.7% |
| 1930년                | 1,367  |      | 12.8%  |
| 1940년                | 2,069  |      | 51.4%  |
| 1950년                | 5,599  |      | 170.6% |
| 1960년                | 8,864  |      | 58.3%  |
| 1970년                | 10,491 |      | 18.4%  |
| 1980년                | 10,911 |      | 4.0%   |
| 1990년                | 10,886 |      | −0.2%  |
| 2000년                | 12,035 |      | 10.6%  |
| 2010년                | 12,248 |      | 1.8%   |
| 2020년                | 11,557 |      | −5.6%  |
| U.S. Decennial Census |        |      |        |